# Cricotopus aucklandensis
Cricotopus aucklandensis är en tvåvingeart som beskrevs av James E. Sublette och Wirth 1980. Cricotopus aucklandensis ingår i släktet Cricotopus och familjen fjädermyggor. Inga underarter finns listade i Catalogue of Life.